# Krystian Długopolski
Krystian Długopolski (* 3. August 1980 in Zakopane) ist ein ehemaliger polnischer Skispringer, der für SKS Start Zakopane und später für den KS AZS-AWF Katowice startete.

## Werdegang
Im Alter von acht Jahren begann Długopolski 1988 mit dem Sport, bereits im Jahr 1997 debütierte er sechzehnjährig international, als er bei den Nordischen Skiweltmeisterschaften in Trondheim auf der Normalschanze eingesetzt wurde und sich dort auf dem 44. Rang platzierte. Schon im November des gleichen Jahres setzte der Verband ihn erstmals im Skisprung-Weltcup ein, wo er sich stetig verbesserte und bereits in seinem vierten Wettkampf in Courchevel erste Weltcuppunkte als 28. erreichte. Dank dieser guten Resultate wurde der Pole auch zu den Olympischen Winterspielen 1998 in Nagano eingeladen – als jüngster Athlet seines Landes –, hier schaffte er mit 45 Punkten aber nur den letzten Platz aller Springer. Dennoch erhielt er zum Saisonende weitere Chancen im Weltcup, er blieb allerdings ohne Punkte. Im Sommer 1998 schaffte der 18-Jährige den Sieg bei der polnischen Sommermeisterschaft. Ohne Punkte blieb er dagegen im Winter 1998/99, dafür gelangen ihm beim Sommer-Grand Prix mit dem Team zwei Top-Ten-Ergebnisse.
Es folgte eine längere Wettkampfpause Długopolskis, die bis Dezember 2001 andauerte. Dann kehrte er zunächst mit drei Wettkämpfen im Continental Cup zurück und obwohl er auch dort punktelos blieb, schaffte er Ende Januar 2002 das Comeback in der höchsten Wettbewerbsserie. Mit der Mannschaft platzierte er sich in Sapporo zum ersten Mal in den Top Ten, es waren allerdings nur elf Nationen am Start gewesen. Bei weiteren Continental-Cup-Springen erreichte er als bestes Resultat einen 21. Rang, diesen verbesserte er, als er im darauffolgenden Winter Fünfzehnter wurde. Er blieb dennoch auch in dieser Klasse meistens ohne Top-30-Ergebnis, sodass er sich kaum mehr für den Weltcup empfahl, wo er erst im Januar 2004 wieder startete, nachdem er Elfter im Continental-Cup-Springen von Planica geworden war. Über das Jahr 2004 hinweg überzeugte der Pole mehrmals im COC und erreichte so die Nominierung für das erste Springen der Vierschanzentournee 2004/05 in Oberstdorf. Dort sammelte er als 28. zwar zum zweiten Mal Punkte für den Gesamtweltcup, trotzdem ging er bei den weiteren Wettbewerben nicht an den Start und wurde so nur 53. der Gesamtwertung. Stattdessen konzentrierte er sich auf die Winter-Universiade 2005 in Innsbruck, wo ihm im Einzel zweimal ein guter achter Rang gelang und er mit dem Team die Silbermedaille gewann. Danach erreichte er keine Punkte mehr, als 85. im Gesamtweltcup gelang ihm dort aber sein bestes Ergebnis.
Der Sommer 2005 verlief für Długopolski recht erfolgreich, in Hinterzarten konnte er beim Sommer Grand-Prix Sechster sowohl auf der Normalschanze als auch im Team werden. Mit diesen Erfolgen wurde er im Januar 2006 zum bisher letzten Mal für den Weltcup nominiert, verpasste aber erneut die Punkte. Dafür startete er in den Continental Cup 2005/06 wiederum erfolgreich, indem er gemeinsam mit zwei punktgleichen Sportlern Zweiter beim Springen von Villach wurde. Mit insgesamt 145 Punkten platzierte er sich auf dem 41. Platz in der Gesamtwertung. Im Januar 2007 verteidigte die polnische Mannschaft die Silbermedaille bei der Universiade zwar nicht, immerhin verbuchte sie den vierten Rang. Über das ganze Jahr 2007 nahm er weiterhin an COC-Springen teil, kam aber nicht mehr in die Top Ten. Im August 2007 erklärte Długopolski sein Karriereende im aktiven Sport, nahm im August 2008 allerdings noch an einem internationalen Sommerwettkampf in Frenštát pod Radhoštěm, der außerhalb der FIS organisiert und bei dem er Sechster wurde. Darüber hinaus ging er erst im Februar 2009 zum letzten Mal bei polnischen Meisterschaften an den Start. Seit dem Ende seiner sportlichen Laufbahn belegte er bereits verschiedene Trainerpositionen in der Polnischen Skisprungnationalmannschaft. Er lebt heute in Witów.

## Statistik

### Weltcup-Platzierungen
| Saison  | Platz | Punkte |
| ------- | ----- | ------ |
| 1997/98 | 90.   | 003    |
| 2004/05 | 85.   | 003    |

### Vierschanzentournee-Platzierungen
| Saison  | Platz | Punkte |
| ------- | ----- | ------ |
| 1997/98 | 83.   | 083,3  |
| 2004/05 | 53.   | 170,5  |

### Grand-Prix-Platzierungen
| Saison | Platz | Punkte |
| ------ | ----- | ------ |
| 1997   | 49.   | 003    |
| 2004   | 57.   | 003    |
| 2005   | 27.   | 073    |